# Кавтарадзе Дмитро Миколайович
Кавтарадзе Дмитро Миколайович (рос. Кавтарадзе Дмитрий Николаевич, 14 червня 1947) - радянський, російський вчений, еколог, біолог, засновник і довгий час керівник лабораторії екології й охорони природи МДУ ім. М.В. Ломоносова (1985-2003) . Наразі (з 2009 року) завідувач лабораторії управлінського моделювання Факультету державного управління МДУ Московський Державний Університет.

## Особисте життя
Дмитро Миколайович народився у Москві, Росія. Одружений. 

Батько. Має одного сина.

## Творчий шлях і кар'єра
Закінчив біологічний факультет МДУ ім. М.В. Ломоносова, був аспірантом Інституту Мозку (Російської Академії Наук - РАН). Кандидатська дисертація на тему: «Нейронная организация обонятельных луковиц лягушки Rana temporaria L. (световая, электронная и светоэлектронная микроскопия)». Отримав ступінь доктора біологічних наук в 1993 році - дисертація на тему "Конструктивно-екологічні аспекти збереження біосфери і урбанізовані регіони («Конструктивно-экологические аспекты сохранения биосферы и урбанизированные регионы»). 

Активний член радянського природоохоронного руху. Член Дружини охорони природи МДУ. За рахунок своєї активності домігся створення першої в СРСР лабораторії екології й охорони природи. В рамках роботи на Біологічному факультеті пише перший курс "Охорони довкілля", який читає з 1986 до 2009 р.р.

## Напрями наукової і громадської діяльності

### Перші праці
З 1968 р. по 1975 р. вивчав феномен жорстокої поведінки із тваринами в результаті чого була опублікована перша в СРСР праця по дослідженню жорстокості. 

З 1970 р. 1974 р. вивчав вплив масового туризму на природні спільноти. 

Розробив міждисциплінарну програму «Выстрел» (разом з А.С.Мартиновим) для вивчення браконьєрства як соціального явища. Виявив і описав форми й масштаби вилучення браконьєрами риби. Для протидії розробив ряд прийомів, в тому числі і імітаційні ігри на цю тематику..

### Міська екологія
Один з керівників (разом з Брудним А.А. і Яницьким О.М.) і автор назви  міждисциплінарного проекту "Екополіс" - який ставив на меті вивчати на практиці взаємозв'язок людини і природи у місті на базі підмосковного наукограду Пущино. Сьогодні це вже цілий бренд. Величезною перевагою став факт, що до проекту було залучено одразу і суспільство, і державні структури, що викликало здивування і тоді, і зараз. Також Д.М. Кавтарадзе є експертом з багатьох питань побутової екології.

### Імітаційні ігри
Дмитро Миколайович - один з піонерів і популяризаторів імітаційних ігор на території колишнього СРСР, Росії і Світу. Учень і послідовник Г.П. Щедровицького, В.М. Єфрімова.
Його власні розробки доповнювали наукові галузі, в яких він працював: міська екологія, екологія доріг і т.д. Він є членом ради Міжнародної Асоціації Імітаційних Ігор (ISAGA), автором навчальних і наукових розробок по проблемам ефективності інтерактивних методів навчання, методиці їх проведення і розробки . Зокрема він разом зі своєю ученицею Н. Букварьовою видав набір елементарних екологічних ігор для людей будь-якого віку, які можна застосовувати без комп’ютера . Також за допомогою доктора Кавтарадзе в СРСР була вперше у світі видана відома імітаційна гра "Всесвітнє Рибальство" (Всемирное Рыболовство - рус., Fishbanks Ltd. - англ.) одного з авторів доповіді Межі зростання Денніса Медоуза присвячена використанню відновлювальних природних ресурсів. Інші розробки автора: "Кооринационная комиссия", "Еконет АВС", "Выборы в стране независимых пуговиц", "Шестое чувство". За гру "Шосте відчуття" (Шестое чувство) Д.М. отримав винагороду від ISAGA, Дартмудського Коледжу і Фонду розвитку науки і технології (Японія). В 2005-2006 роках він був одним з кураторів університетського гранту з розробки гуманітарних методів протистояння тероризму. Результатом праці стала імітаційна гра "Координація".

### Сталий розвиток, екологічна освіта
Пан Кавтарадзе є одним із співавторів російської концепції Сталого розвитку, що була представлена на Всесвітній конференції ООН із питань сталого розвитку в Кейптауні (ПАР). За розробку посібника для освітніх закладів «Система безперервної освіти в області сталого розвитку» став лауреатом премії президента РФ у 2000 році. Він є дійсним членом групи Балатон - світової спільноти вчених і громадських діячів, що займаються проблемами сталого розвитку, яку заснувала Донелла Медоуз.
| "Варто визнати, що будь-яка проблема довкілля потребує екологічної освіти для її вирішення. Будь-яке рішення - одночасно і вольовий, і інтелектуальний акт, що потребує уміння знаходити взаємозв'язок і рішення там, де їх просто не може побачити екологічно неосвічена людина. Екологічна освіта повинна підготувати громадян до адаптації до змін середовища шляхом засвоєння прийомів системного мислення, поєднання етичних норм і засвоєння навичок суспільної роботи" [14]. |

### Навчальна діяльність
Д.М. Кавтарадзе читає лекції на біологічному й економічному факультетах, факультеті державного управління, політології, психології, Вищій школі інноваційного бізнесу МДУ ім. М.В. Ломоносова. Під його керівництвом відбулося кілька міжнародних практик радянських студентів у США до Дартмудського колледжу в США, проводив міжнародну практику з охрани природи за участю спеціалістів з НДР,Польської Народної Республіки, Чехословацької Соціалістичної Республіки. В 1982-1991 читав курс англійською мовою "Проблеми охорони довкілля" і проводив імітаційні ігри на курсах ООН з демографії для країн, що розвиваються на економічному факультеті МДУ. Був науковим керівником російсько-американського освітнього проекту "Чорнобиль: навчання прийняттю регіональних рішень (до 1993 року) в результаті при Брянському Педагогічному Інституті з'явився спеціалізований навчальний центр. Пан Кавтарадзе також був одним з організаторів Італійсько-російського проекту по сталому проектуванню міст в 2006-2007 р.р. на базі підмосковного міста Корольов (місто) і о. Сардинія (Італія).

Д.М. Кавтарадзе застосовує інтерактивні методи навчання на різних факультетах МДУ ім. Ломоносова , веде міжнародні школи в рамках семінарів і шкіл з імітаційних ігор .
Серед його учнів: В.Еліас, О.М. Букварьова, О.В.Раппопорт, О.Г. Корольова, О.Г. Ліхачьова.

## Інша діяльність
Є членом ред. колегії науково-публіцистичного вісника ВЕК ТОЛЕРАНТНОСТИ, член Російської Спільноти системної динаміки (SD-Rus).

## Основна бібліографія
- Экополис : Введ. и пробл. Препринт / А. А. Брудный, Д. Н. Кавтарадзе, 36 с. ил., 1 л. ил. 22 см, Пущино НЦБИ АН СССР 1981.
- Активные методы обучения в природоохранном образовании (дискуссии, ролевая и имитационная игры) / Под ред. Д.Н. Кавтарадзе. М., 1982.
- Природа: от охраны - к заботе // Знание - сила. - 1990. - № 3.
- (с Брудным А. А.) Основы экологического мировоззрения как задача народного образования // Вестник образования. - 1993. - №7.
- Природа и люди России: основание к пониманию проблемы / Д.Н.Кавтарадзе,А.А.Овсянников. - М.:, 1999. - 111 с. : ил. - ISBN 5-85052-092-9
- Д. Н. Кавтарадзе, В. А. Зубакин, С. И. Забелин Охрана природы в рисунках М.: МАИК "Наука / Интерпериодика", 2002 г., ISBN   5-7846-0051-6
- Д.М. Кавтарадзе Екологічна освіта - ключ до виживання людства! // Інформаційно-аналітичний бюлетень "Київ-2003", №5, січень-квітень, 2003, с.18-20.[недоступне посилання з липня 2019]
- Управляемо устойчивое развитие? // Вестник Московского университета. Серия 21. Управление (государство и общество), №3 – 2004 г.[недоступне посилання з липня 2019]
- Кавтарадзе Д.Н., Букварёва Е.Н., В.Н. Сидоренко "Эконет АВС" имитационная управленческая игра по созданию сети особо охраняемых природных территорий региона, М.: ЧеРо, 2005.
- Dmitry Kavtaradze Games as a Releasers of Super Stimuli's Phenomena // Why do games work?: in search of the active substance ed. by L. de Caluwe, G.-J. Hofstede, V. Peters, Kluwer, 2008, p. 51-56, ISBN 9013056288, 9789013056280
- Обучение и игра. Второе издание. М.: Просвещение, 2009. ISBN 978-5-09-019851-6
- Кавтарадзе Д.Н, Судас Л.Г., Лихачева Е.Ю., Мирошниченко А.А. Системно-динамический анализ процесса обучения в имитационных моделях и играх // Государственное управление в XXI веке: Традиции и инновации. Материалы 7-й международной конференции факультета государственного управления МГУ имени М.В. Ломоносова (27-29 мая 2009 г.), М.: Макспрес, 2009, с.810-816.
- Система интерактивных методов обучения управлению сложными системами // Вестник Московского университета. Серия 21. Управление (государство и общество),  № 1, 2010, cc. 111-121.
- "System Dynamics Simulation Modeling as the tool in Urban and Ecological Network Biodiversity Management", Лычкина Н.Н. Кавтарадзе Д.Н. Волков В.А. – Kyoto, Japan, 2010